# National Development Plan (Irland)
Der National Development Plan (NDP) (ir. Plean Forbartha Náisiúnta (CSF), dt. Nationaler Entwicklungsplan), ist der Titel eines Entwurfs der irischen Regierung zur großräumigen Aufwertung der nationalen Infrastruktur. Die Periode, die durch den Sieben-Jahres-Plan abgedeckt wird, läuft von 2000 bis 2006.
Die Hauptelemente des nationalen Entwicklungsplanes von 2007 bis 2013, der mit 184 Milliarden Euro beziffert wird, basieren auf den bedeutenden sozialen und ökonomischen Ausführungen des NDP/CSF (2000–2006). Der neue Sieben-Jahres-Plan aus dem Jahr 2007 hat eine Weiterentwicklung Irlands und eine bessere Lebensqualität der Bevölkerung zum Ziel. Er soll das Wirtschaftswachstum stützen, für eine stärkere Sozialeinbeziehung und eine ausgeglichenere regionale Entwicklung sorgen.